# Heladena multiflora
Heladena multiflora là một loài thực vật có hoa trong họ Malpighiaceae. Loài này được (Hook. & Arn.) Nied. mô tả khoa học đầu tiên năm 1914.